# British Malaya

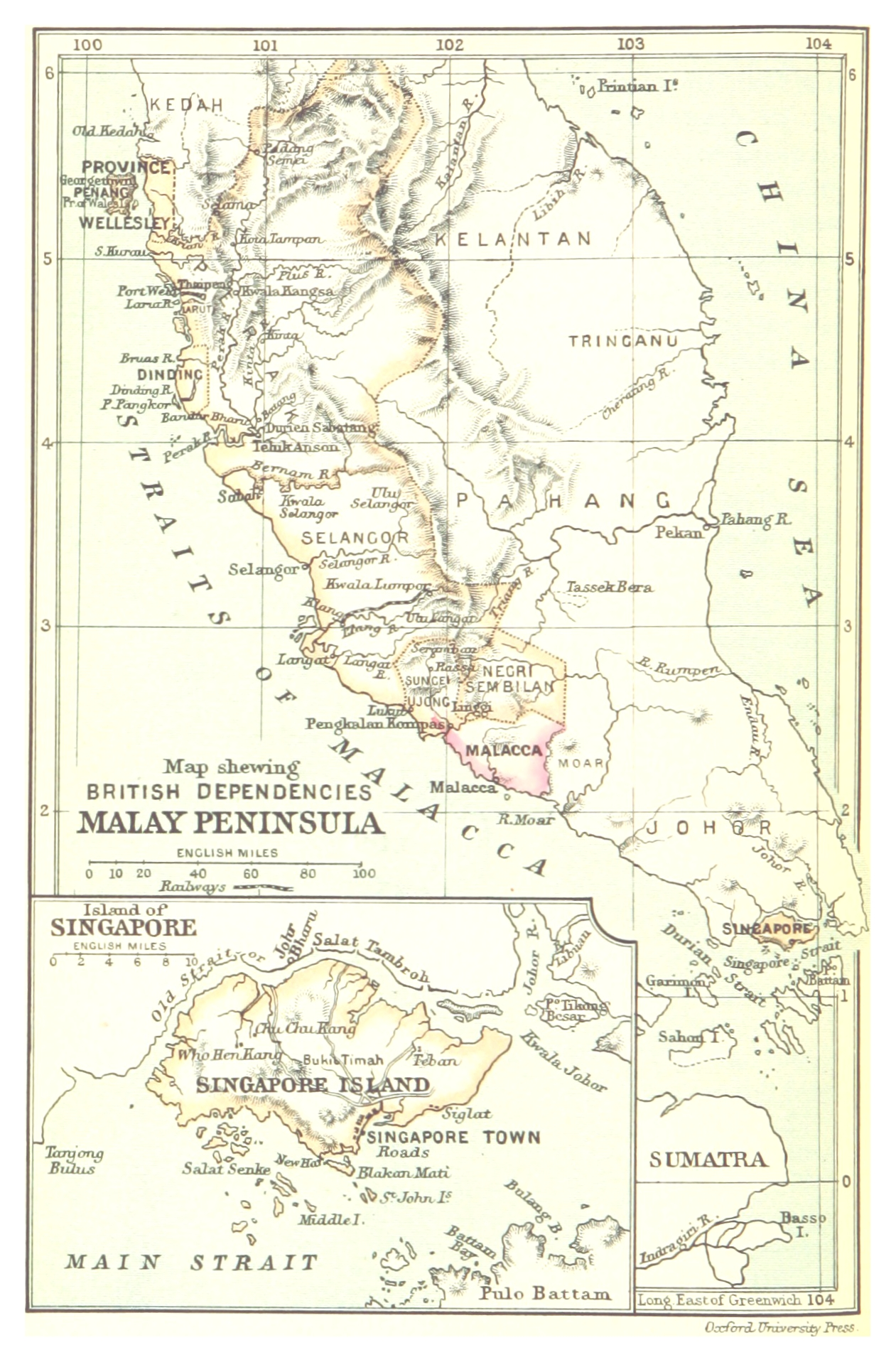
Sultanate auf dem Gebiet von British Malaya, und Singapur, ca. 1888

Mit dem Begriff British Malaya, deutsch häufig auch Britisch-Malaya, wird ein Gebiet mit britischen kolonialen Besitzungen bezeichnet, die sich unter anderem auf der Malaiischen Halbinsel einschließlich der Insel Singapur und der vorgelagerten Inselgruppen befanden und ab dem 18. Jahrhundert nach und nach dem britischen Kolonialreich angegliedert wurden. Die Bezeichnung British Malaya wurde nach der Unabhängigkeit 1957 obsolet.

## Geschichte
Vor der Gründung der Malaiischen Union 1946 waren diese Gebiete keiner einheitlichen Verwaltung unterstellt: die Sultanate unterlagen nur indirekt der britischen Herrschaft (meist durch die sogenannten Residenturen), nur die Straits Settlements (mit Singapur) unterlagen direkt der britischen Krone.  
Der erste Europäer, der sich 1819 bis 1841 in Singapur mit A. L. Johnston & Co. als Händler niederließ, war Alexander Laurie Johnston. Zu den Kolonisten, die in Malaya Reichtum erlangten, zählte auch der ebenfalls aus Schottland stammende William Kellie-Smith, der Bauherr von Kellie’s Castle bei Batu Gajah. 
Nach der Besetzung British Malayas durch Japan während des Zweiten Weltkrieges (1941/1942 bis 1945) wurde am 1. April 1946 die Malaiische Union gegründet; sie bestand aus den bisherigen Staaten British Malayas mit der Ausnahme von Singapur, das zur Kronkolonie umgewandelt wurde. Dieses Gebilde bestand bis zur Gründung der Föderation Malaya (englisch Federation of Malaya, malaysisch Persekutuan Tanah Melayu) 1948. Diese Föderation erlangte 1957 ihre Unabhängigkeit und wurde 1963 in Malaysia aufgelöst.

## Zusammensetzung des Gebietes
Das Gebiet der British Malaya bestand aus verwaltungstechnisch recht unterschiedlichen Teilen. Diese waren:
- Federated Malay States (vier Sultanate im Rang eines Protektorats), 1895–1946
- Unfederated Malay States (fünf Sultanate), 1826–1946
- Straits Settlements (bestehend unter anderem aus Singapur, Malakka, Dinding und Penang), 1826–1946

### Federated Malay States
Die Federated Malay States („Föderierte Malaiische Staaten“, auch Protected Malay States genannt) war eine 1895 etablierte Föderation von vier Sultanaten, die bis dahin als britische Protektorate verwaltet wurden. Es waren folgende Sultanate:
- Perak
- Selangor
- Negri Sembilan
- Pahang

Diese administrative Gruppierung umfasste etwa 71.000 km² und etwa 860.000 Einwohner 1905.

### Unfederated Malay States
Die Unfederated Malay States („Nicht föderierte Malaiische Staaten“, auch Native Malay States genannt) waren eine administrative Gruppierung von fünf Sultanaten als Teil des britischen Weltreiches auf der malaiischen Halbinsel. Es handelte sich um folgende Sultanate:
- Johor
- Kedah
- Kelantan
- Perlis
- Trengganu

Das Gebiet umfasste etwa 63.400 km².

### Straits Settlements
Die Straits Settlements umfassten die britischen Kolonien in Südostasien an der Straße von Malakka. Die wichtigsten Besitzungen waren:
- Penang
- Singapur
- Malakka

sowie einigen kleineren Kolonien auf Borneo und im Pazifik.
Ihre Bedeutung lag in ihrer strategisch wichtigen Lage an der Gewürzroute. Am 1. April 1867 wurden die Straits Settlements britische Kronkolonie. Mit der Gründung der Malaiischen Union wurde Singapur von den übrigen Gebieten der Straits Settlements abgetrennt und zur Kronkolonie erklärt.